# 淫売女の権利の立証
『淫売女の権利の立証』（いんばいおんなのけんりのりっしょう、英語: A Vindication of The Rights of Whores）は、1989年のアンソロジーで、ゲイル・フェテルソンが編集し、序文はマルゴ・セントジェームズが書いている。 
この本は、世界中の売春婦、セックスワーカーの権利活動家、フェミニスト学者の多様なグループの声で構成されており、彼らの生活と懸念について扱われている。
これには、売春婦の権利のための世界憲章の全文が収録されている。
この本は少なくとも75の他の作品に引用されており、様々なリーディングリストやカリキュラムガイドに掲載されている。アンソロジーの名前は、メアリ・ウルストンクラフトの18世紀のフェミニスト作品『女性の権利の擁護』（A Vindication of the Rights of Woman）に因んでいる。 